# Härd

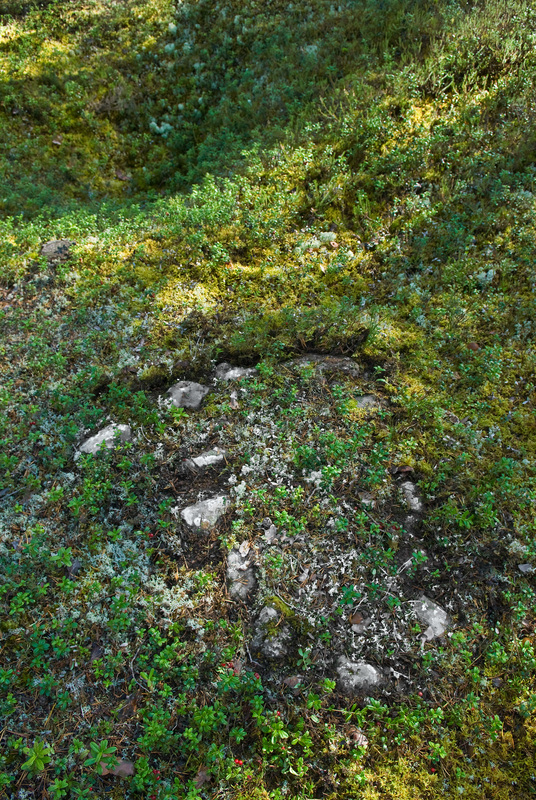
Rester efter härd av samisk typ i Ekorrsele, Lycksele kommun. Den rektangulära eller ovala formen är typisk för kåtans härd.

Härd är en enkel, öppen eldstad. Ordet kan också betyda spis och eldstad, och används ofta även symboliskt såsom i uttrycket "hemmets härd".

## Härden som fornlämningstyp
Härd är en fornlämningstyp som registreras i samband med fornminnesinventeringar. Enligt Riksantikvarieämbetets definition är en härd en avgränsad eldplats som anlagts utomhus eller inne i kåta, hydda eller hus. Till formen kan den vara kvadratisk, oregelbunden, oval, rektangulär eller rund. Den kan vara fylld med sten eller utgöras av en enkel stenring som avgränsar elden. Härden är den vanligaste fornlämningstypen som visar på samisk närvaro.

## Härdar för metallframställning
Inom metallurgin är härden ett mer eller mindre trångt arbetsrum, i vilket metaller, under användning av bläster, genom smältning renas från främmande beståndsdelar eller på annat sätt bearbetas vid hög temperatur. 
Härdarna är av många slag och avsedda för olika ändamål. Öppna härdar, där den yttre luften har fritt tillträde till den glödande kolhögen och där förbränningsprodukterna går direkt ut i skorstenen. Till de öppna härdarna hör garhärdar (se Gara), där råkoppar renas främmande beståndsdelar, smält- och räckhärdar, för de gamla vallon- och tysksmidesmetoderna, klensmedshärdar, och så vidare.
Slutna härdar begränsas av sidoväggar samt ett valv som går över härden. Värmen hålls därigenom bättre och förbränningsprodukterna kan då ledas genom kanaler för att tillgodogöra deras värme för andra ändamål. Till de slutna härdarna hör sådana som används vid nyare smidesmetoder såsom lancashire- och franchecomté. 
Några yttre anordningar är gemensamma för alla härdar och används vid de olika härdsmidesmetoderna. Den öppning på härdens framsida genom vilken kol och järn läggs in samt arbetet förrättas kallas för arbetsöppningen (vid så kallade dubbla lancashiresmälthärdar finns arbetsöppningar i båda ändar av härden). Härdspång är en järnstång som på en viss höjd över bottnen löper över denna öppning och mot vilken under vällningen  tänger och järnstänger vilar. Vid smälthärdar finns utanför härdspången en horisontal tackjärnshäll, kallad lackhäll; den öppning på ena sidan eller på båda sidor av härden, där forman insatts, kallas formbröst. 
Invändigt är härdarna klädda med lösa tackjärnshällar. Den häll som läggs i botten av härden kallas bottenhäll. Kring denna reses tre sidohällar. Av dessa kallas den som forman vilar på för formvägg, den som står mitt emot denna kallas blåsväggen, och den bakersta mitt emot arbetsöppningen kallas askvägg. Genom att lägga in järnkilar under och bakom dessa väggar kan man höja och sänka och i någon mån luta dem åt sidorna. 
Inläggandet av väggarna samt insättandet av forman kallas att ställa i härden. De viktigaste måtten, som därvid måste iakttagas, är härdens djup, det vill säga det vertikala avståndet mellan forman och bottenhällen, samt formans stupning, vilken uppmäts med ett så kallade grad-mått eller härdställningsinstrument. Dessa mått måste i smälthärdar ändras för olika tackjärnssorter, och det anses för en av de viktigaste kunskaperna för en smältarmästare att kunna ställa härden så, att en god gång erhålles.